# En Valby-Cowboy
En Valby-Cowboy er en amerikansk stumfilm fra 1920 af Hal Roach.

## Medvirkende
- Harold Lloyd
- Mildred Davis
- Noah Young som Lip Tompkins
- James T. Kelley
- Sammy Brooks
- Mark Jones
- Wallace Howe
- Ben Corbett som Rope Twirler